# Johann Friedrich Remmert
Johann Friedrich Remmert (Den Haag, 1 december 1901 - aldaar, 20 augustus 1969) was een Nederlandse burgemeester tijden de Tweede Wereldoorlog. Hij was lid van de NSB.

## Biografie
Remmert werd in 1901 in Den Haag geboren als zoon van Johann Friedrich Remmert en Elisabeth Johanna van der Linde. Remmert was voor de Tweede Wereldoorlog werkzaam bij de PTT. In het begin van de Tweede Wereldoorlog was hij lid van een antisemitische, nationaalsocialistische splinterpartij (een afsplitsing van de Nationaal-Socialistische Nederlandsche Arbeiderspartij) van majoor Kruyt en van een andere afsplitsing van deze partij onder leiding van Van Rappard. Hij werd vrijwilliger bij het Vrijwilligerslegioen Nederland en deed dienst in Polen en Oost-Pruisen. In 1942 keerde hij terug  naar Nederland en werd lid van de NSB. Hij keerde aanvankelijk terug bij zijn oude werkgever, de PTT. Daarna was hij enkele maanden werkzaam als volontair op de gemeentesecretarie van Benthuizen. In juli 1943 werd hij benoemd tot burgemeester van Geldermalsen. Hij werd op september 1943 geïnstalleerd tot burgemeester. Hij was tevens waarnemend burgemeester van Beesd, Buurmalsen, Buren, Culemborg, Deil, Ophemert en Varik. In december 1944 werd hij lid van de Germaansche SS. Remmert werd op 7 mei 1945 gevangen genomen door de Binnenlandse Strijdkrachten. Hij werd  per 1 mei 1946 opgevolgd als burgemeester van Geldermalsen opgevolgd door F. W. Vernède. Tot die tijd had de heer W.F. Kuijk, als loco-burgemeester, deze functie waargenomen. In 1947 werd Remmert veroordeeld tot zeven jaar detentie in een rijkswerkinrichting. De eis was negen jaar gevangenisstraf met aftrek van voorarrest. Hem werd het lidmaatschap van het Vrijwilligerslegioen Nederland ten laste gelegd en het zich wederrechtelijk toe-eigenen van goederen van ondergedoken families in Geldermalsen. 
Remmert trouwde op 8 februari 1924 in Den Haag met Anna Duivelaar. Hun huwelijk werd in 1947 door scheiding ontbonden.